# Infanteria mecanitzada

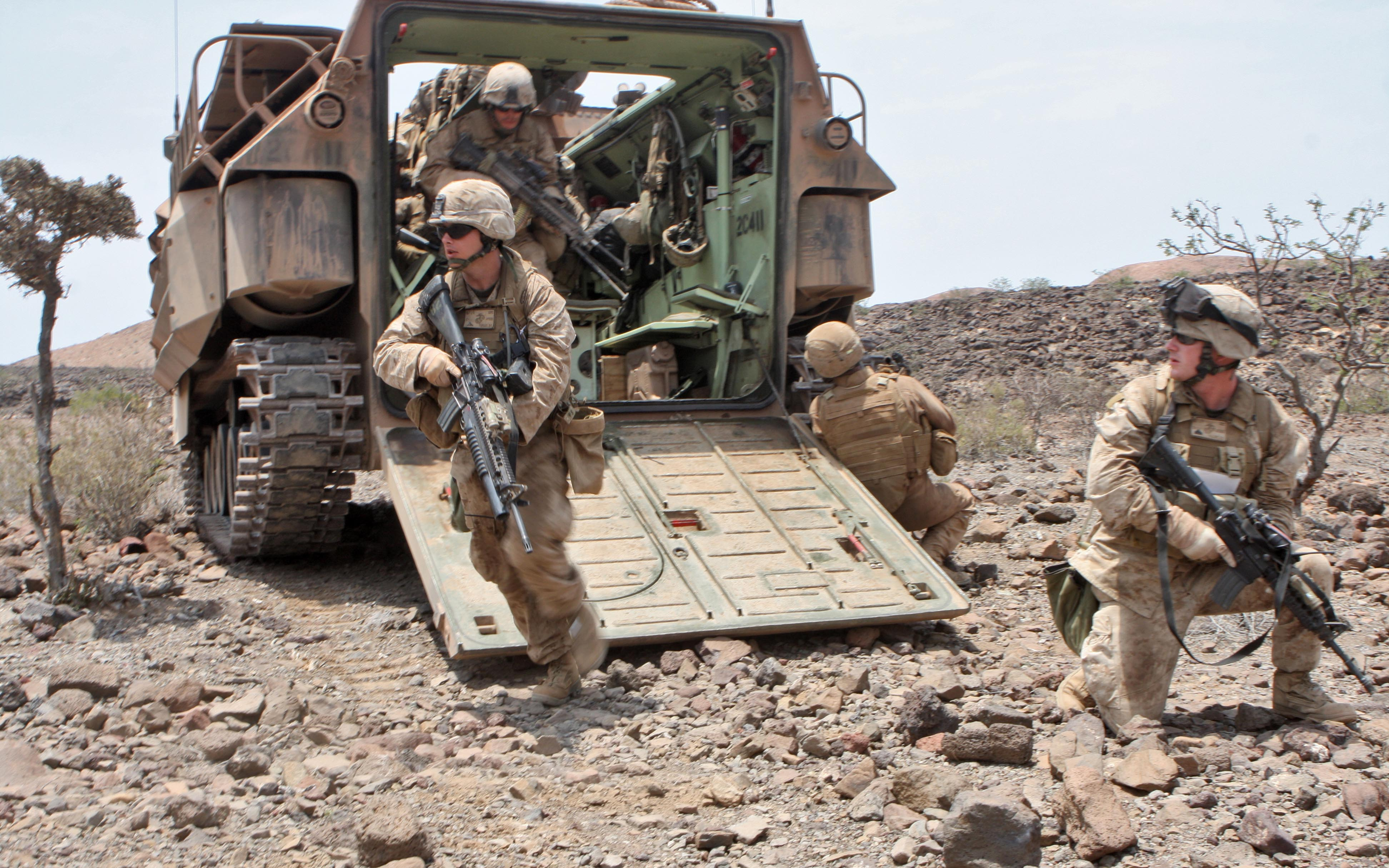
Marines estatunidencs desplegant-se des d'un AAV-7A1, un transport blindat de personal amfibi, durant unes proves a Djibouti l'any 2010.

La infanteria mecanitzada o cuirassada és un tipus d'infanteria que es desplaça, i pot combatre, amb vehicles de combat d'infanteria (IFVs) o amb transports blindats de personal (APCs).
La diferència respecte a la infanteria convencional rau en el fet que la mecanitzada combina la mobilitat i la potència de les armes dels vehicles blindats amb la capacitat tàctica de la infanteria. Alguns exèrcits denominen diferent la infanteria segons si usen IFVs o APCs. Anomenen infanteria blindada o cuirassada a la que es desplaça amb vehicles de combat d'infanteria i mantenen infanteria mecanitzada per la que es mou amb transports blindats de personal.
La infanteria mecanitzada no s'ha de confondre amb la infanteria motoritzada, que fa servir camions o tot-terrenys amb menys blindatge i, generalment, amb un armament inferior.